# São Jacinto
São Jacinto est une paroisse civile portugaise (en portugais : freguesia) de la municipalité d'Aveiro et du district du même nom.

## Géographie
São Jacinto se trouve sur une péninsule entre l'Océan Atlantique et la Ria d'Aveiro, qui sépare la paroisse du reste de la municipalité d'Aveiro. Elle n'est reliée par la route qu'à la paroisse voisine de Torreira, au nord, au sein de la municipalité de Murtosa.
La paroisse accueille sur son territoire la réserve naturelle des dunes de São Jacinto, qui s'étend sur 996 hectares (dont 262 d'espaces maritimes).

## Démographie
Lors du recensement de 2021, São Jacinto compte 758 habitants. C'est ainsi la paroisse la moins peuplée de la municipalité d'Aveiro.